# Карачаганакское нефтегазоконденсатное месторождение
Карачагана́кское нефтегазоконденсатное месторожде́ние (Карачагана́к, Карашыганак, каз. Қарашығанақ — чёрный залив) — нефтегазоконденсатное месторождение Казахстана, расположено в Бурлинском районе Западно-Казахстанской области, вблизи города Аксай. Относится к Прикаспийской нефтегазоносной провинции.
Открыто в 1979 году. Промышленное освоение началось в середине 1980-х производственным объединением «Оренбурггазпром» Министерства газовой промышленности СССР. В 1989 году министерство было преобразовано в Газодобывающий государственный концерн «Газпром». На сегодняшний день оператором месторождения является консорциум Карачаганак Петролиум Оперейтинг.

## Характеристика месторождений
Карашыганакское поднятие представлено рифовой постройкой высотой до 1,7 км. Залежь нефтегазоконденсатная, массивная. Высота газоконденсатной части достигает 1420 м, толщина нефтяного слоя равна 200 м. Площадь залежи — 29×16 км.
Продуктивными отложениями являются слои от верхнего девона до нижней Перми, сложенные преимущественно известняками и доломитами. Средняя проходимость резервуарной части, насыщенной газом, составляет 0,08 мкм², а части, насыщенной нефтью, — 0,05 мкм². Средняя эффективная толщина коллектора, насыщенного газом, — 200 м, насыщенного нефтью, — 45,7 м. Коэффициент насыщенности нефтью составляет 0,92. Верхняя граница группы месторождений находится на глубине 3526 м. Газонефтяное соединение замечено на отметке 4950 м, воднонефтяное — на отметке 5150 м. Подземные воды сильно минерализованы (112—159 г/л) с преобладанием хлорида и сульфата кальция.
Начальные запасы месторождения составляют 1,35 трлн м³ газа и 1,2 млрд т нефти и газового конденсата. Плотность конденсата меняется от 778 до 814 кг/м³. Плотность нефти колеблется от 810 до 888 кг/м³. В нефти содержится: серы до 2 %, парафинов до 6 % Пластовый газ состоит из метана — 70 %, этана — 6 %, пропана — 3 % и других газов — 21 %. В газе содержание сероводорода до 4 %. Давление газа в пласте составляет 600 атмосфер. Нефть в северо-восточной части легче, чем в юго-западной.
По словам министра энергетики Алмасадам Саткалиева, на 1 января 2024 года остаточные запасы нефти составляли 253 млн тонн, газа – 791,7 млрд кубометров.

## Акционеры месторождения
- «КазМунайГаз» — 10%;
- Eni — 29,25%;
- Shell — 29,25%;
- Chevron — 18%;
- «ЛУКОЙЛ» — 13,5%

## Операторы месторождений
Первоначально предполагалось, что сырьё с месторождения будет полностью направляться на переработку на Оренбургском газоперерабатывающем заводе производственного объединения «Оренбурггазпром». В начале 1980-х годов на территории месторождения при шеф-монтаже западногерманских и итальянских фирм была построена установка комплексной подготовки газа (УКПГ) — комплекс сложного оборудования, обеспечивающий очистку газа, поступающего из скважин, от примесей парафинов, серы и др., приведения в технологически необходимое физическое и химическое состояние газа для дальнейшей транспортировки по трубопроводу на Оренбургский газоперерабатывающий завод. С ростом добычи газа и конденсата возникла необходимость при участии иностранных операторов месторождения смонтировать уже несколько УКПГ.
После получения независимости правительство Казахстана отказалось от сотрудничества с РАО «Газпром» и начало заниматься поиском иностранных партнёров по освоению месторождения.
Изначально месторождение на условиях соглашения о разделе продукции разрабатывает международный консорциум в составе British Gas и Eni (по 32,5 %), ChevronTexaco (20 %) и «Лукойла» (15 %). Для реализации Карачаганакского проекта эти компании объединились в консорциум «Карачаганак Петролиум Оперейтинг Б. В.» (КПО б.в.). В декабре 2011 года было подписано соглашение о продаже за $3 млрд десяти процентов в консорциуме казахской национальной нефтегазовой компании «КазМунайГаз». После закрытия сделки, как ожидается, у British Gas и ENI останется по 29,25 %, у Chevron — 18 % и у «Лукойла» — 13,5 %. Планируется, что КПО будет осуществлять управление проектом до 2038 года.
Проектом развития месторождения планируется довести ежегодную добычу газа к 2012 до 25 млрд м³. C Карачаганакского месторождения часть добываемого газа доставляется по конденсатопроводу в Оренбург (для переработки на Оренбургском газоперерабатывающем заводе).

## Добыча нефти, газа и газового конденсата
Добыча нефти, в том числе газового конденсата 2007 году составила 11,6 млн тонн. Добыча газа 2007 году составила 14,2 млрд м³.

В 1983—1984 годах под методическим руководством ФИАН на территории месторождения было проведено несколько подземных ядерных взрывов (эксперимент «Лира») для создания подземных газохранилищ. Газохранилища были необходимы для обеспечения бесперебойной работы скважин. В случае сбоя приёма газа на ОГПЗ (например, аварии или плановом ремонте на трубопроводе, ремонте на заводе, большого объёма перекачиваемого газа с других месторождений), газ закачивается в хранилища без перекрытия задвижек скважин. До 1991 года газохранилища использовались по назначению, но в настоящее время законсервированы и в производственной цепочке месторождения не задействованы. Контроль за состоянием полостей ведёт Национальный ядерный центр Казахстана.

## Хроника реализации проекта
- 1979 — Открытие Карачаганакского месторождения геологической экспедицией треста «Уральскнефтегазгеология» Министерства геологии СССР.
- 1984 — Начало опытно — промышленной эксплуатации месторождения. Создание производственного объединения «Казахгазпром» ВПО «Оренбурггазпром» Министерства газовой промышленности СССР.
- 1992 — Начало переговорного процесса между правительством Казахстана и компаниями Eni (Италия) и British Gas Group (Великобритания) о подписании Соглашения о разделе продукции.
- 1995 — Подписано Соглашение о принципах раздела продукции, переговоры продолжаются.
- 1997 — Вступление компаний «Chevron» (США) и «Лукойл» (Россия) в международный консорциум. Подписание в ноябре Окончательного соглашения о разделе продукции (ОСРП) сроком на 40 лет.
- 1998 — Начало действия ОСРП.
- 1999 — Начало строительных работ.
- 2000 — Подписание контракта на основные работы. Переезд руководства КПО в город Аксай.
- 2001 — Завершение строительства 28-километровой железнодорожной ветки от Аксая до Карачаганакского месторождения. Посещение Карачаганакского месторождения президентом Казахстана Нурсултаном Назарбаевым и торжественное открытие новой электростанции[5].
- 2002 — Рекордный уровень экспорта конденсата — более 18 тысяч тонн в сутки. Проложен 635-километровый экспортный трубопровод: Карачаганак получает доступ к нефтепроводу Каспийского трубопроводного консорциума (КТК). KPO получает награду председателя правления BG Group Pic за высокие показатели в области техники безопасности, охраны труда и окружающей среды.
- 1 августа 2003 года президент Казахстана Нурсултан Назарбаев принял участие в торжественной церемонии открытия перерабатывающего комплекса и дал официальный старт производственным объектам второй фазы[6].
- 2004 — Отправка первой партии карачаганакской нефти из Новороссийского морского терминала.
- 2005 — Ввод в эксплуатацию 4-го генератора на КТК.
- 2006 — Начало прокачки конденсата через нефтепровод Атырау — Самара.
- 2038 — Окончание срока действия ОСРП.